# Incontri internazionali di rugby a 15 di fine anno 1982
Nel rugby a 15 è tradizione che a fine anno (ottobre-dicembre) si disputino una serie di incontri internazionali che gli europei chiamano "Autumn International"  e gli appassionati dell'emisfero sud "Springtime tour". In particolare le nazionali dell'emisfero Sud, a fine della loro stagione si recano in tour in Europa.

## Tour
- -  Figi in Gran Bretagna e Canada : la squadra delle isole Figi sui reca in tour in Gran Bretagna e Canada. Un pessimo tour con i Figiani sconfitti da tutte le squadre britanniche e capaci solo di vittorie contro modeste squadre canadesi.

- -  New Zealand Māori in Europa: la selezione dei nativi neozeldnasi, in un tour Europeo, viene superata dal Galles, prima di superare la Spagna.

| Cardiff 13 novembre 1982 | Galles XV | 25 – 19 | New Zealand Māori | Arms Park |

| Madrid 20 novembre 1982 | Spagna | 3 – 66 | New Zealand Māori |  |

- -  Argentina in Francia e Spagna: due onorevoli sconfitte per l'Argentina con la Francia e una facile vittoria con la Spagna.

| Dax 11 novembre 1982 | French Barbarians | 8 – 22 | Argentina XV |  |

| Tolosa 14 novembre 1982 | Francia | 25 – 12 | Argentina |  |

| Parigi 20 novembre 1982 | Francia | 13 – 6 | Argentina | (Parco dei Principi) |

| Madrid 23 novembre 1982 | Spagna | 19 – 28 | Argentina |  |

## Altri test
| Osaka 19 settembre 1982 | Giappone | 0 – 43 | England Students | (Hanazono) |

| Tokyo 26 settembre 1982 | Giappone | 31 – 15 | Nuova Zelanda Universitaria | (Olympic) |

| Lund 16 ottobre 1982 | Svezia | 25 – 0 | Danimarca |  |

| Vise 17 novembre 1982 | Belgio | 10 – 19 | Paesi Bassi |  |